# Jean Poulmarc'h
Jean Poulmarc'h, né le 9 décembre 1910 à Paris et mort le 22 octobre 1941 à Châteaubriant (Loire-Inférieure), est un militant communiste français.
Il fut fusillé avec 26 autres otages en représailles après la mort de Karl Hotz.

## Biographie

### Syndicaliste et militant politique
Originaire de Bretagne et fils de cheminot, Jean Poulmarc'h entre dans la vie active également aux chemins de fer. Jeune militant syndicaliste et politique, il adhère à la CGTU et aux Jeunesses communistes (JC). Après un séjour en URSS en 1933, il participe aux VIIIe congrès de la CGTU en 1935 où il est élu à la commission exécutive. En 1936, il entre au Comité central des JC, puis devient secrétaire général du syndicat CGT des produits chimiques de la région parisienne et membre de la Fédération de la CGT de la Chimie en 1938. Comme membre de la commission administrative de la CGT, il participe au XXVe congrès national de la CGT en novembre 1938.

### Fusillé à Châteaubriant
Lors de la déclaration de guerre en 1939, il est mobilisé à Constantine puis démobilisé en septembre 1940. Il milite ensuite clandestinement au Parti communiste. Il est arrêté à Ivry-sur-Seine le 5 octobre 1940, interné à Aincourt, puis à la prison de Fontevrault et à la prison de Clairvaux. Il est transféré au camp de Choisel le 15 mai 1941. Il fait partie des 27 otages fusillés dans la Carrière des Fusillés de Châteaubriant par les nazis le 22 octobre 1941 en représailles après l'attentat contre le lieutenant-colonel allemand Karl Hotz.

## Hommages
Il existe depuis 1946 une rue Jean-Poulmarch dans le 10e arrondissement de Paris et sur la commune Les Lilas en Seine-Saint-Denis. 
Une rue Jean-Marie-Poulmarch existe aussi à Ivry-sur-Seine.

## Sources principales
- « Jean Poulmarc'h », sur le site de l'Amicale de Châteaubriant-Voves-Rouillé
- « Poulmarch (ou Poulmarc’h) Jean, Marie », Le Maitron, sur maitron-fusilles-40-44.univ-paris1.fr.